# Rito Escocés

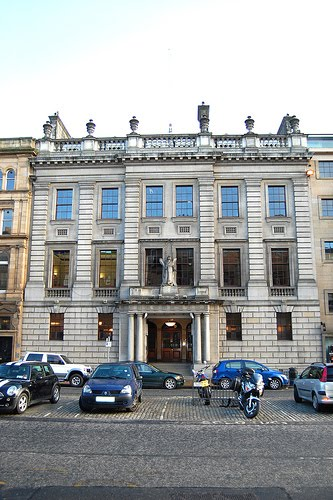
Sede de la Gran Logia de Escocia.

El Rito Escocés es actualmente el rito masónico más practicado en Escocia y también el más numeroso en el seno de la Gran Logia de Escocia. Fuera de Escocia es conocido como Rito Escocés Estándar o Rito Estándar de Escocia.
La nomenclatura del Rito Escocés no debe confundirse con el término popular “escocés”, utilizado para denominar otros ritos masónicos, como el Rito Escocés Antiguo y Aceptado, el Rito Escocés Rectificado o el Rito Escocés Primitivo, entre otros, todos ellos al fin y al cabo muy posteriores y de origen francés. Es por ello que fuera de Escocia se le ha añadido el apelativo de “Estándar”. Actualmente -y desde 1986- se trabaja, además de Escocia, en Inglaterra, Bélgica, Francia y España. Es un rito absolutamente regular, reconocido no solo por la Gran Logia de Escocia, sino también por la Gran Logia Unida de Inglaterra y Gran Logia Regular de Inglaterra.

## La forma del Rito Escocés
Como sistema masónico histórico comprende cuatro grados:
1. Aprendiz admitido
2. Compañero de oficio
3. Maestro masón
4. Maestro de la Marca

A partir de 1962, a fin de convalidar grados con otros ritos, fundamentalmente con el Rito York, el Rito Escocés original se autodefine como masonería simbólica de San Juan de cuatro grados. Los Venerables Maestros de las logias simbólicas de San Juan reciben además el grado de "Maestro Instalado". Sobre de ellos, se sumarán el de "Real Arco", que incluye además el grado de "Excelente maestro". A diferencia del Rito York, en los grados superiores del Rito Escocés no existen los denominados "grados crípticos". Concluye así la masonería propiamente dicha para acceder entonces a los "grados de caballería": "Caballero de Malta" y "Caballero Templario". Cabe resaltar que estos grados superiores, desde Maestro Instalado hasta Caballero Templario, no forman parte de la masonería del Rito Escocés histórico, sino que han sido añadidos en la segunda mitad del siglo XX para facilitar la convalidación de grados con otros ritos tanto en el seno de la Gran Logia de Escocia como de la Gran Logia Unida de Inglaterra y Gran Logia Regular de Inglaterra.

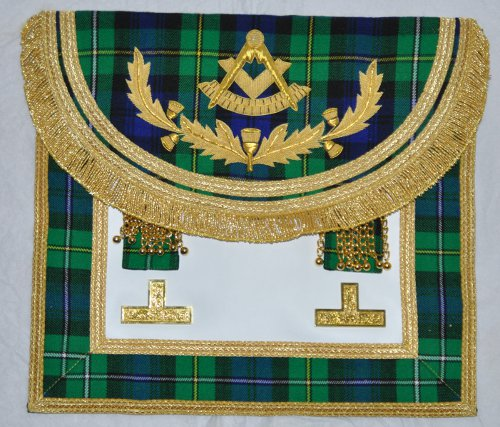
Mandil de Rito Escocés.

Los tres primeros grados corresponden a los tres grados tradicionales de la masonería simbólica o azul, mientras que el cuarto corresponde al grado de la Marca, que en Inglaterra está separada de los grados simbólicos a través de una obediencia propia para el grado. Según la tradición operativa, dicho grado se otorgaba paralelamente al de Compañero de oficio. Por eso es que, a pesar de actualmente estar separado, para el caso escocés está incluido en el sistema de grados bajo una misma obediencia, la Gran Logia de Escocia. De todos los grados del Rito Escocés, el de la Marca es el que conserva la tradición operativa histórica más pura y más antigua, superando con creces, en este sentido, a otras versiones de este grado. Si bien en el Rito York este grado es muy popular, ha desechado importantes elementos simbólicos de la tradición operativa, rescatados de manera parcial en otro sistema de altos grados York paralelo, como el denominado popularmente "The Operatives". Al igual que en la masonería preandersoniana, el grado de la Marca se trabaja como anexo al grado de Compañero de oficio, pudiendo abrir la logia de Maestros de la Marca sólo una vez que ha sido abierta la logia de Compañero de oficio. Aun así, quienes trabajan en ese grado, deben ostentar el de Maestro masón.
La práctica contemporánea del Rito Escocés conlleva una serie de particularidades históricas, como el uso del mandil por debajo de la chaqueta corta tradicional escocesa, el Argyll, denominado en Francia Spencer. Los mandiles se ribetean en Escocia con el tartán del clan predominante en el lugar, generalmente el del aristócrata protector de la logia local. Muchas logias suelen diseñar un tartán exprofeso. Fuera de Escocia, el tartán que se utiliza es el de la familia real Estuardo. Además, las rosetas inferiores llevan sendas estrellas pitagóricas, símbolo popular entre la masonería operativa y firma iniciática de Robert Moray, el fundador escocés y presbiteriano de la Royal Society en 1660. De diario, el Rito Escocés utiliza un mandil de cuero blanco muy sencillo, adornado sólo con las tres rosetas con el tartán correspondiente. A ese mandil se le denomina Working Apron.

## Origen de los rituales del Rito Escocés

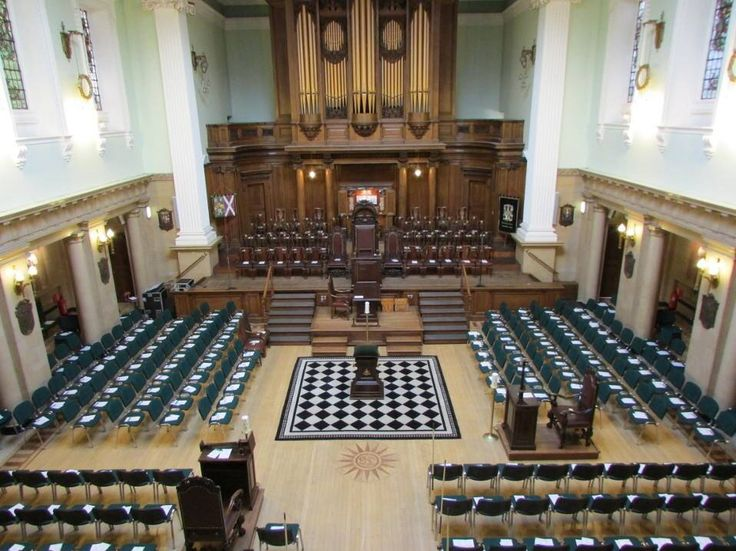
Templo principal de la Gran Logia de Escocia.

Los orígenes históricos de este rito pueden rastrearse a través de la Logia Madre de Kilwinnig N.º 0, la más antigua de Escocia, fundada probablemente en 1138, año de la construcción de la primera iglesia de la villa, y establecida conforme a estatutos definitivos en 1598. El Rito Escocés corresponde a las formas más antiguas de masonería operativa, ya que sus rituales han sido transmitidos sin interrupción desde entonces, sin haber sido codificados hasta 1890, por Matthew McBlain. La versión actual es del año 1969. Eso permitió que durante muchos siglos cada logia o taller conservara sus propios rituales a través de la tradición oral, la manera histórica de transmitir rituales y catecismos entre la masonería operativa. Es desde luego el rito masónico más puro, y por ende el más cercano a lo que fueron las prácticas rituales de los masones operativos medievales. En sus rituales se conjugan tanto la tradición cristiana de los "Antiguos Deberes" u Old Charges, como referencias directas y explícitas a la simbología constructiva. Por el contrario, lo que no encontramos en los rituales del Rito Escocés, es toda la simbología caballeresca de los grados superiores de los demás ritos masónicos, altos grados surgidos en el siglo XVIII.
A diferencia de la tradición especulativa nacida en la Gran Logia de Londres en 1717, el Rito Escocés conservó el simbolismo cristiano de la masonería operativa. Esto fue posible gracias a que, a diferencia de los masones ingleses, a los masones escoceses los unía una cultura y tradiciones comunes, a pesar de las diferencias religiosas entre católicos y presbiterianos. Las diferencias insalvables entonces tenían lugar básicamente en Inglaterra, donde existían logias de emigrantes escoceses, por un lado, y logias inglesas, por otro. Mientras que las logias inglesas eran fundamentalmente anglicanas, en las escocesas convivían presbiterianos y católicos, estos últimos marginados socialmente en el Londres de entonces. Si la religión separaba en las logias dominadas por anglicanos, el mismo origen y la cultura propia eran un símbolo de identidad en las logias de emigrantes escocesas, tanto en Inglaterra como en la propia Escocia.